# Astronomica (Igino)
Gli Astronomica sono un trattato latino sull'astronomia.

## Autore e datazione
Nei codici, l'opera è attribuita a Igino. Alcuni studiosi hanno proposto di identificare l'autore con Gaio Giulio Igino, bibliotecario di Augusto, il che daterebbe l'opera tra il I secolo a.C. e il I secolo d.C.
Altri, tuttavia, hanno proposto di identificare l'autore nel più tardo Igino, vissuto nel II secolo, che scrisse anche delle Fabulae, una trattazione sulla mitologia greca. Questa seconda ipotesi pare avvalorata sia dal fatto che la trattazione segua il medesimo ordine dell'Almagesto di Claudio Tolomeo, pubblicato appunto nel II secolo, sia da rimandi interni dagli Astronomica alle Fabulae.

## Contenuto
L'opera è divisa in IV libri e, come si è detto, descrive le costellazioni tolemaiche (in numero di 48, anche se l'opera di Igino rimase incompleta, o ci è giunta incompleta, dunque ne contiene solo 42). Igino si concentra principalmente sui miti legati alle costellazioni, ma non mancano descrizioni della posizione relativa degli astri.

## Fortuna
L'opera ebbe immensa fortuna nel Medioevo europeo latino e occidentale: fu citata da svariati autori ed è stata tramandata da un gran numero di manoscritti, circa una settantina tra XI e XVI secolo. In vari di questi codici, i disegni delle costellazioni vengono descritti ricorrendo non solo ad Igino, ma anche agli Aratea (traduzione latina dei Phaenomena di Arato di Soli fatta da Germanico) e a estratti dalla Naturalis historia di Plinio il Vecchio: un esempio insigne è offerto dagli Aratea di Leida.
L'editio princeps del testo di Igino si ebbe nel 1475 a Venezia con Agostino Carnerio. Già nel 1482 si ebbe una seconda edizione, a cura di Erhard Ratdolt, corredata da incisioni delle costellazioni. Benché le illustrazioni nell'edizione di Ratdolt non corrispondano esattamente alla posizione degli astri descritta nel testo, né peraltro a quella fattuale, esse nondimeno rivestono un'importanza particolare, in quanto servirono da modello per successivi atlanti celesti.

## Edizioni
Edizioni critiche
- Ghislaine Viré (ed.): Hygini de astronomia. Teubner, Stutgardiae 1992.

Traduzioni italiane
- Igino, Mitologia astrale, a cura di Gioachino Chiarini e Giulio Guidorizzi, Biblioteca Adelphi 539, 2009.